# Comuna Abazivka
Abazivka (în ucraineană Абазівка) este o comună în raionul Poltava, regiunea Poltava, Ucraina, formată din satele Abazivka (reședința), Cervona Dolîna, Lavrîkî, Rojaiivka și Solomahivka.

## Demografie
Componența lingvistică a comunei Abazivka
     Ucraineană (92,8%)
     Rusă (6,76%)
     Alte limbi (0,26%)
Conform recensământului din 2001, majoritatea populației comunei Abazivka era vorbitoare de ucraineană (92,8%), existând în minoritate și vorbitori de rusă (6,76%).